# Below the Salt
Below the Salt ist das vierte Album der britischen Folk-Rockband Steeleye Span. Es erschien 1972 bei Chrysalis unter der Bestellnummer CHR 1008, eine spätere CD-Veröffentlichung erfolgte bei Shanachie Records (Just records Babelsberg).
Zu Beginn des Jahres 1972 hatte die Gruppe wieder einmal personelle Umbesetzungen zu verarbeiten. Zu diesem Zeitpunkt gehörte sie zu den populärsten Folkformationen in Großbritannien, und sie musste die Abgänge von Ashley Hutchings und Martin Carthy verkraften. Nach der Neubesetzung durch Rick Kemp (Bass) und Bob Johnson (Gitarre) trat die Gruppe erst wieder auf großen Festivals im Spätsommer mit einem völlig neuen Repertoire an die Öffentlichkeit.
Im November des gleichen Jahres wurde dann das vierte Studioalbum mit dem Titel Below the Salt veröffentlicht. Darin kam besonders zum Ausdruck, dass es zu diesem Zeitpunkt kaum eine Band gab, die in ihren Bearbeitungen traditioneller Musik Authentizität, Kreativität und Sinn für zeitgemäße Darbietungsformen in einem solchen Maße verbindet wie Steeleye Span.
Mit der Hinwendung zu den frühen Formen des Folk vollführte die Gruppe eine ganz entscheidende Entwicklung. Das verbürgen auch Titel und Cover des Albums, die sich ebenfalls auf einen mittelalterlichen Brauch beziehen: Die Sitzordnung am Esstisch wurde nach dem Salz (damals ein sehr kostbares Gewürz) ausgerichtet, das seinen Platz in der Mitte der Tafel fand; „Below the Salt“ saßen gewöhnlich nur die Diener und Knechte.
Die Tendenz von der früheren, etwas freieren und romantisch eingefärbter Spielweise des Folks zur strengeren Form des mittelalterlichen Gesangs kommt insbesondere auch in „Gaudete“ zum Ausdruck, einem religiösen Lied aus einer finnischen Liedersammlung von 1582 Piae Cantiones, und den Kirchentonarten von „Rosebud in June“ sowie „Sheep-Crock and Black Dog“.
Alle Lieder des Albums waren Traditionals, bearbeitet von der Gruppe. Das Album erreicht Platz 43 in den UK Album-Charts.

## Titelliste
1. Spotted Cow – 3:09
2. Rosebud in June – 3:42
3. The Bride's Favourite/Tansey's Fancy [Jigs] – 3:13
4. Sheep-Crook and Black Dog – 4:44
5. Royal Forester – 4:35
6. King Henry – 7:10
7. Gaudete – 2:26
8. John Barleycorn – 4:49
9. Saucy Sailor – 5:53

## Besetzung für diese Aufnahme
- Maddy Prior – Gesang
- Tim Hart – Gesang, Dulcimer, Hackbrett, Gitarre
- Peter Knight – Violine, Bratsche, Mandoline, Banjo, Klavier, Gesang
- Rick Kemp – Bassgitarre, Schlagzeug, Gesang
- Bob Johnson – Gitarre, Gesang

## Veröffentlichungen
- 1972, LP, Chrysalis, CHR-1008
- 1989, CD, Shanachie, 79039
- 1989, CS, Shanachie, 79039
- 1996, CD, Beat Goes On. 324
- 2002, CD, Beat Goes On, 324
- 2004, CD, Toshiba, 67264[2]